# Gustavo Prado
Gustavo Prado Alves (Rio de Janeiro, 6 de junho de 2005) é um futebolista profissional brasileiro que atua como meio-campista no Internacional.

## Carreira
Nascido no Rio de Janeiro, Gustavo Prado ingressou nas categorias de base do Internacional no dia 18 de fevereiro de 2023, vindo da Ferroviária. Em fevereiro de 2024, após impressionar no time júnior do colorado, foi promovido ao time principal.
Gustavo Prado fez sua estreia pelo time principal em 3 de fevereiro de 2024, no lugar de Bruno Henrique no segundo tempo, em vitória por 2 a 0 do Campeonato Gaúcho em casa sobre o Caxias. Ele fez sua estreia na Série A em 13 de abril, substituindo Maurício no final de uma vitória em casa por 2 a 1 sobre o Bahia.

## Seleção Brasileira
Gustavo Prado fez parte da seleção brasileira sub-20 que conquistou o Campeonato Sul-Americano Sub-20 de 2025.

## Títulos
Internacional
- Campeonato Gaúcho: 2025

Brasil Sub-20
- Campeonato Sul-Americano Sub-20: 2025

## Links externos
- Perfil internacional